# Ларіонов Григорій Миколайович
Григорій Миколайович Ларіонов (1897, місто Кременчук, тепер Полтавської області — після 1950, місто Сталіно) — український радянський діяч, начальник Південно-Донецької залізниці, генерал-директор 3-го рангу. Депутат Верховної Ради УРСР 2-го скликання.

## Біографія
Народився у селянській родині. Трудову діяльність розпочав у дванадцятирічному віці вуличним продавцем газет. Потім працював слюсарем механічних майстерень міста Кременчука.
Член ВКП(б) з 1924 року.
У 1924—1931 роках — голова Кременчуцького окружного комітету профспілки харчовиків; завідувач організаційного відділу і відділу кадрів Кременчуцького окружного, а потім Кременчуцького міського комітетів КП(б)У.
З 1931 року працював на залізничному транспорті. Був партійним організатором, а потім заступником начальника Козятинського залізничного району на Вінниччині.
У 1938 році закінчив Всесоюзну транспортну академію.
У 1938—1939 роках — заступник начальника служби руху, а у 1939—1940 роках — начальник служби руху Південно-Донецької залізниці.
У 1940—1941 роках — начальник Південно-Донецької залізниці.
Під час німецько-радянської війни у 1941—1943 роках працював уповноваженим Міністерства шляхів сполучення СРСР у Ворошиловграді, Ростові-на-Дону і Сталінграді.
У 1943—1950 роках — начальник Південно-Донецької залізниці.
Похований у місті Сталіно (тепер — Донецьку).

## Звання
- генерал-директор руху 3-го рангу

## Нагороди та відзнаки
- орден Леніна
- медаль «За трудову доблесть» (1939)
- медаль «За перемогу над Німеччиною у Великій Вітчизняній війні 1941—1945 рр.»
- медаль «За доблесну працю у Великій Вітчизняній війні 1941—1945 рр.»
- «Знатний залізничник»